# Trogon elegant
El trogon elegant (Trogon elegans) és una espècie d'ocell de la família dels trogònids (Trogonidae) que habita boscos i matolls del sud-est d'Arizona, est i oest de Mèxic, Guatemala, Nicaragua i nord-oest de Costa Rica.

## Taxonomia
Segons la classificació del IOC World Bird List, versió 7.3 aquesta espècie està formada per 5 subespècies:
- T. e. canescens van Rossem, 1934, del sud d'Arizona i nord-oest de Mèxic.
- T. e. ambiguus Gould, 1835, del sud de Texas i Mèxic central i oriental.
- T. e. goldmani Nelson, 1898, de les illes Maries, properes a la costa mexicana del Pacífic.
- T. e. elegans Gould, 1834, de Guatemala.
- T. e. lubricus JL Peters, 1945, d'Hondures. Nicaragua i Costa Rica.

A la classificació del Handbook of the Birds of the World Alive (2017) aquesta espècie estaria formada únicament per les dues subespècies més meridionals, formant les poblacions septentrionals l'espècie trogon cua de coure (Trogon ambiguus).